# خالد حسين (رياضي)
خالد برڨاوي ولد في 12 جويلية 1990 بتونس العاصمة، بطل أفريقي وأوليمبي في رياضة لاعب سباق قوارب كانو-كاياك اختصاص مسافات قصيرة في سباق 200م.
شارك في الألعاب الأولمبية الصيفية 2012 في فئة c1 200 متر، كما ترشح للألعاب الأولمبية الصيفية 2016 في نفس الفئة.
بدأ بممارسة رياضة الكانوي كاياك في سن 10 من عمره وقام بتطوير مستواه في اختصاص الكاياك ثم قرر تغيير اختصاص كاياك إلى كانوي
ذو خبرة منذ لندن وشهد مستوى جيد في التجديف قارب كانوي كاياك في بلاده تحسن بشكل كبير، مع مواطنه محمد سيف الله كنداوي حامل لقب بطل أفريقي المبتدئين.
- التحق بقائمة المترشحين إلى الألعاب الاولمبية 2012 العاب اولمبية لندن
- التحق بقائمة المترشحين إلى الألعاب الاولمبية 2016 في ريو دي جانيرو
- التحق بقائمة المترشحين إلى الألعاب الاولمبية 2016 في ريو دي جانيرو ,

اكتفى التونسي خالد حسين بالمركز 25 في الترتيب النهائي لسباق 200 متر و لم يستطع التأهل إلى الدور نصف النهائي من الإبحار الحدث، بزمن قدره 49;42s

## روابط خارجية
- خالد حسين على موقع أوليمبيديا (الإنجليزية)